# Ношва
Ношва — река в России, протекает в Прилузском районе Республики Коми и Опаринском и Лузском районах Кировской области. Устье реки находится в 51 км по левому (в водном реестре ошибочно указано "по правому") берегу реки Ула. Длина реки составляет 41 км. 
Исток реки находится в тайге на территории Республики Коми в 15 км к северо-западу от села Велдорья. Почти всё течение проходит по Республике Коми, заключительный километр течения река преодолевает по Кировской области, где образует границу двух районов - Опаринского и Лузского. Всё течение проходит по холмистой ненаселённой, частично заболоченной тайге на Северных Увалах, генеральное направление северо-запад. Ширина реки перед устьем составляет 9 метров, приток - Селшор (правый).

## Данные водного реестра
По данным государственного водного реестра России и геоинформационной системы водохозяйственного районирования территории РФ, подготовленной Федеральным агентством водных ресурсов:
- Бассейновый округ — Двинско-Печорский
- Речной бассейн — Северная Двина
- Речной подбассейн — Малая Северная Двина
- Водохозяйственный участок — Юг
- Код водного объекта — 03020100212103000011818